# Dispossessed Blues
Pour les articles homonymes, voir Blues (homonymie).
Clip vidéo
[vidéo] « Lynn Albritton - Dispossessed Blues », sur YouTube
[vidéo] « Lynn Albritton - Block Party Revels », sur YouTube
Dispossessed Blues est une composition de jump blues-boogie-woogie, enregistrée en soundies de juke-box vidéo en 1943, par l'actrice-pianiste américaine Lynn Albritton,. 

## Histoire
Ce titre de jump blues-boogie-woogie est inspiré et adapté entre autres du Boogie Woogie Stomp d'Albert Ammons, de 1936. Il est interprété au piano droit par l'actrice et pianiste américaine Lynn Albritton, de Harlem à New York,, un des trois seuls titres connus qu'elle ait enregistrés en 1943, en pleine période de swing-jazz, de lindy hop et de jive de l'ère du jazz américaine de la Seconde Guerre mondiale, et au début de l'ère du rock 'n' roll des années 1940. 

## Clip - soundies
Le titre est enregistré et filmé en 1943, avec sa variante Block Party Revels, avec les premiers soundies format 16 mm de juke-box vidéo Panoram (en) ou Scopitone américains du réalisateur William Forest Crouch (en),, avec des couples de danseurs de club de jump blues-boogie-woogie.